# Protoptila locula
Protoptila locula är en nattsländeart som beskrevs av Martin E. Mosely 1954. Protoptila locula ingår i släktet Protoptila och familjen stenhusnattsländor. Inga underarter finns listade i Catalogue of Life.